# Dmitri Ivanenko
Dmitri Dmitrievich Ivanenko (tiếng Ukraina: Дмитро́ Дми́трович Іване́нко, tiếng Nga: Дми́трий Дми́триевич Иване́нко; 29 tháng 7 năm 1904 – 30 tháng 12 năm 1994) là một nhà vật lý lý thuyết người Liên Xô gốc Ukraina có đóng góp to lớn cho ngành khoa học vật lý của thế kỷ XX, đặc biệt là trong lĩnh vực vật lý hạt nhân, lý thuyết trường và lý thuyết hấp dẫn. Ông làm việc tại Đài quan sát trọng lực Poltava thuộc Viện Vật lý địa cầu của NAS Ukraina, từng là Trưởng khoa Lý thuyết Viện Vật lý-Kỹ thuật Ukraine ở Kharkiv, Trưởng khoa Vật lý lý thuyết của Viện Cơ khí Kharkiv. Ông là Giáo sư Đại học Kharkov, Giáo sư Đại học quốc gia Moscow (từ năm 1943).

## Tiểu sử
Dmitri Ivanenko sinh ngày 29 tháng 7 năm 1904 tại Poltava (Ukraine ngày nay). Vào năm 1920–1923, ông theo học tại Học viện Sư phạm Poltava và bắt đầu con đường sáng tạo của mình với tư cách là giáo viên vật lý ở một trường trung học cơ sở. Sau đó D. D. Ivanenko học tại Đại học Kharkiv, sau đó vào năm 1923 ông được chuyển sang Đại học Petrograd. Năm 1926, khi vẫn còn là sinh viên, ông đã viết những công trình khoa học đầu tiên của mình: với George Gamow về lý thuyết năm chiều Kaluza–Klein và với Lev Landau về các vấn đề của cơ học lượng tử tương đối tính.
Sau khi tốt nghiệp đại học, từ năm 1927 đến năm 1930 D. Ivanenko là sinh viên được nhận học bổng và sau đó là nhà khoa học nghiên cứu tại Viện Toán Vật lý thuộc Viện Hàn lâm Khoa học Liên Xô. Trong những năm này, ông đã hợp tác với Lev Landau, Vladimir Fock và Viktor Ambartsumian, những người sau này đều trở nên nổi tiếng. Đây là thời điểm vật lý hiện đại, cơ học lượng tử mới và vật lý hạt nhân được hình thành.
Năm 1928, Ivanenko và Landau phát triển lý thuyết về fermion dưới dạng tenxơ đối xứng xiên. Lý thuyết này được gọi là lý thuyết Ivanenko-Landau-Kahler, nó không tương đương với lý thuyết của Dirac khi có trường hấp dẫn, vì nó chỉ mô tả các fermion trên một mạng tinh thể.
Năm 1929, Ivanenko và Fock mô tả sự dịch chuyển song song của các spinor trong không-thời gian cong (hệ số Ivanenko–Fock nổi tiếng). Người đoạt giải Nobel Abdus Salam gọi nó là lý thuyết trường chuẩn đầu tiên.
Năm 1930, Ambartsumian và Ivanenko đề xuất giả thuyết tạo ra các hạt có khối lượng lớn (1930) là nền tảng của lý thuyết trường lượng tử đương đại.
Từ năm 1929 đến năm 1931 D. Ivanenko làm việc tại Viện Vật lý-Kỹ thuật Ukraina ở Kharkov, là giám đốc đầu tiên của ban vật lý lý thuyết của viện. Ivanenko là một trong những người tổ chức hội nghị vật lý lý thuyết đầu tiên của Liên Xô (1929) và tạp chí mới Physikalische Zeitschrift der Sowjetunion.
Sau khi trở về Leningrad tại Viện Vật lý-Kỹ thuật, D. Ivanenko tập trung quan tâm đến vật lý hạt nhân. Năm 1932, Ivanenko đề xuất mô hình proton-neutron của hạt nhân nguyên tử, giúp cái tên Ivanenko đi vào sách giáo khoa vật lý, bao gồm cả sách giáo khoa phổ thông. Sau này D. Ivanenko và E. Gapon đề xuất ý tưởng về sự phân bố lớp vỏ của proton và neutron trong hạt nhân (mô hình lớp vỏ hạt nhân). Năm 1933, theo sáng kiến của D. Ivanenko và I. Kurchatov, hội nghị hạt nhân đầu tiên của Liên Xô đã được triệu tập.
Năm 1934, D. Ivanenko và I. Tamm đã đặt nền tảng cho lý thuyết phi hiện tượng luận đầu tiên về lực hạt nhân electron-neutron ghép đôi. Họ đã đưa ra giả định quan trọng rằng tương tác có thể được thực hiện bằng cách trao đổi các hạt có khối lượng nghỉ khác 0. Dựa trên mô hình của họ, người đoạt giải Nobel Yukawa Hideki đã phát triển lý thuyết meson của mình.
Tuy nhiên, việc thực hiện những kế hoạch và hy vọng xa vời của Ivanenko đã bị gián đoạn. Năm 1935, ông bị bắt vì liên quan đến vụ Kirov. Tiếp theo là cuộc lưu đày đến Tomsk. D. Ivanenko là giáo sư tại Đại học Tomsk từ năm 1936 đến năm 1938. Cho đến đầu Thế chiến thứ hai, ông quản lý đội ngũ các nhà khoa học vật lý-lý thuyết tại Đại học Sverdlovsk và Đại học Kiev. Năm 1940, ông bảo vệ luận án tiến sĩ. Trong thời kỳ này, mối quan tâm về mặt khoa học của Ivanenko dần chuyển từ vật lý hạt nhân sang lý thuyết tia vũ trụ. Đặc biệt, ông đã đề xuất một khái quát hóa phi tuyến tính của phương trình Dirac (1938). Dựa trên sự khái quát hóa này, W. Heisenberg và D. Ivanenko đã phát triển lý thuyết trường phi tuyến tính thống nhất vào những năm 1950.
Từ năm 1943 và cho đến những ngày cuối đời, Giáo sư Ivanenko gắn bó mật thiết với khoa vật lý của Đại học quốc gia MV Lomonosov Moscow.

## Đóng góp khoa học
Thành tích nổi bật của ông bao gồm:
- hệ số Fock–Ivanenko về sự dịch chuyển song song của các spinor trong không-thời gian cong (1929)[1]
- giả thuyết Ambartsumian–Ivanenko về việc tạo ra các hạt có khối lượng lớn (1930)[2]
- mô hình proton-neutron của hạt nhân nguyên tử (1932)[3]
- mô hình vỏ hạt nhân đầu tiên (1932, cộng tác với E. Gapon)[4]
- mô hình trao đổi lực hạt nhân đầu tiên (1934, cộng tác với Igor Tamm)[5]
- dự đoán về bức xạ synchrotron (1944, cộng tác với I. Pomeranchuk)[6]
- lý thuyết về siêu hạt nhân (1956)[7]
- giả thuyết về sao quark (1965, cộng tác với D. Kurdgelaidze)[8]
- lý thuyết đo lực hấp dẫn (1983, cộng tác với G. Sardanashvily)[9]

Dmitri Ivanenko đã xuất bản hơn 300 công trình khoa học trong đó có 6 chuyên khảo và 11 tập biên tập.